# Baeus leai
Baeus leai är en stekelart som beskrevs av Alan Parkhurst Dodd 1914. Baeus leai ingår i släktet Baeus och familjen Scelionidae. Inga underarter finns listade.